# Pleasantville (film)
Pleasantville is een Amerikaanse tragikomedie uit 1998 onder regie van Gary Ross, die zelf ook het verhaal schreef. De productie werd genomineerd voor de Oscars voor beste kostuums, beste art-directie en beste filmmuziek (van Randy Newman). Onder de vijftien prijzen die Pleasantville daadwerkelijk won, zijn Golden Satellite Awards voor beste film en beste bijrolspeelster (Joan Allen) en Saturn Awards voor beste bijrolspeelster (Allen) en beste jongere acteur (Tobey Maguire).

## Verhaal
De tienertweeling David en Jennifer belandt via de televisie in een zwart-witte televisieserie uit de jaren 50, genaamd Pleasantville. De twee 'vallen' in de rollen van twee hoofdrolspelers. Het leven in Pleasantville berust op traditionele waarden, en veranderingen komen er nooit voor. De zon schijnt er altijd en alles verloopt elke dag hetzelfde. De moderne David en Jennifer zetten het gezapige leventje van de personages vanaf dat moment alleen danig op zijn kop, door ze kennis te laten maken met seks, rock-'n-roll, schilderkunst en modern taalgebruik. Langzamerhand krijgt de serie kleur, als meer en meer personages deze nieuwe elementen overnemen. Als gevolg daarvan ontstaat er een conflict tussen de 'zwart-witten' en de 'gekleurden'.

## Rolverdeling
| Acteur            | Personage         |
| ----------------- | ----------------- |
| Tobey Maguire     | David             |
| Reese Witherspoon | Jennifer          |
| William H. Macy   | George Parker     |
| Joan Allen        | Betty Parker      |
| Jeff Daniels      | Mr. Johnson       |
| J.T. Walsh        | Big Bob           |
| Paul Walker       | Skip Martin       |
| Don Knotts        | tv-reparateur     |
| Marley Shelton    | Margaret          |
| Jane Kaczmarek    | moeder van David  |
| Giuseppe Andrews  | Howard            |
| Jenny Lewis       | Christin          |
| Marissa Ribisi    | Kimmy             |
| Denise Dowse      | gezondheidsleraar |
| McNally Sagal     | natuurkundeleraar |